# Roddickton-Bide Arm
Roddickton-Bide Arm es un pueblo canadiense situado en la provincia de Terranova y Labrador.

## Superficie
Roddickton-Bide Arm tiene una superficie de 45,14 km².

## Demografía
En 2021, tenía 928 habitantes, una densidad poblacional de 20,6 hab./km², y 422 viviendas.